# Öllingen
Öllingen är en kommun (tyska Gemeinde) i Alb-Donau-Kreis i förbundslandet Baden-Württemberg i Tyskland. Folkmängden uppgår till cirka 600 invånare, på en yta av 8,09 kvadratkilometer.
Kommunen ingår i kommunalförbundet Langenau tillsammans med staden Langenau och kommunerna Altheim (Alb), Asselfingen, Ballendorf, Bernstadt, Börslingen, Breitingen, Holzkirch, Neenstetten, Nerenstetten, Rammingen, Setzingen och Weidenstetten.

## Befolkningsutveckling
| Befolkningsutvecklingen i Öllingen 1975–2015 | Befolkningsutvecklingen i Öllingen 1975–2015 | Befolkningsutvecklingen i Öllingen 1975–2015 | Befolkningsutvecklingen i Öllingen 1975–2015 | Befolkningsutvecklingen i Öllingen 1975–2015 |
| -------------------------------------------- | -------------------------------------------- | -------------------------------------------- | -------------------------------------------- | -------------------------------------------- |
|                                              |                                              |                                              |                                              |                                              |
| År                                           |                                              |                                              | Folkmängd                                    | Areal (ha)                                   |
| 1975                                         | 1975                                         |                                              | 371                                          | 809                                          |
| 1980                                         | 1980                                         |                                              | 388                                          |                                              |
| 1985                                         | 1985                                         |                                              | 408                                          |                                              |
| 1990                                         | 1990                                         |                                              | 424                                          |                                              |
| 1995                                         | 1995                                         |                                              | 462                                          |                                              |
| 2000                                         | 2000                                         |                                              | 441                                          |                                              |
| 2005                                         | 2005                                         |                                              | 496                                          |                                              |
| 2010                                         | 2010                                         |                                              | 517                                          |                                              |
| 2015                                         | 2015                                         |                                              | 527                                          |                                              |
|                                              |                                              |                                              |                                              |                                              |